# Corynoneura cristata
Corynoneura cristata är en tvåvingeart som beskrevs av Freeman 1953. Corynoneura cristata ingår i släktet Corynoneura och familjen fjädermyggor.
Artens utbredningsområde är Zimbabwe. Inga underarter finns listade i Catalogue of Life.